# バルディッセーロ・トリネーゼ
バルディッセーロ・トリネーゼ（伊: Baldissero Torinese）は、イタリア共和国ピエモンテ州トリノ県にある基礎自治体（コムーネ）。

## 地理

### 位置・広がり

#### 隣接コムーネ
隣接するコムーネは以下の通り。
- カスティリオーネ・トリネーゼ
- キエーリ
- パヴァローロ
- ピーノ・トリネーゼ
- サン・マウロ・トリネーゼ
- トリーノ